# Skydra
Skydra (Grieks: Σκύδρα) is sedert 2011 een fusiegemeente (dimos) in de bestuurlijke regio (periferia) Centraal-Macedonië.
De twee deelgemeenten (dimotiki enotita) van de fusiegemeente zijn:
- Meniida (Μενηίδα)
- Skydra (Σκύδρα)